# کیربه‌کیرمالی
کیربه‌کیرمالی (به انگلیسی: Frot، به معنی «مالیدن»)، گونه‌ای آمیزش جنسی بی‌دخول مرد با مرد است که در آن دو مرد آلت‌های تناسلی خود را به یکدیگر می‌مالند. این اصطلاح توسط همجنس‌گرایان مرد که مخالف انجام عمل آمیزش جنسی مقعدی بودند، مورد استفاده قرار گرفت. این عمل امروزه ممکن است دربردارندهٔ رفتارهایی شود که گونه‌ای آمیزش جنسی به حساب نمی‌آیند.
در حقوق کیفری ایران، هرگونه فعالیت همجنس‌گرایانه میان مردان بر اساس شریعت جرم محسوب می‌شود. طبق قانون مجازات اسلامی (۱۳۹۲)، رابطهٔ مقعدی (لواط) می‌تواند برای مفعول و در برخی شرایط برای فاعل نیز به اعدام منجر شود؛ تماس جنسی بدون دخول از طریق ران‌ها یا نشیمنگاه (تفخیذ) معمولاً به صد ضربه شلاق محکوم می‌شود؛ و سایر اعمال، مانند بوسه یا تماس «از روی شهوت»، ۳۱ تا ۷۴ ضربه شلاق دارد. هرچند اصطلاح «Frot» به‌صراحت در قانون ذکر نشده‌است، اما در عمل ذیل این دسته قرار می‌گیرد و می‌تواند مشمول مجازات گردد. به گزارش سازمان‌های حقوق بشری، این قوانین اجرا می‌شوند و مواردی از اعدام و مجازات بدنی به دلیل «اعمال همجنس‌گرایانه» گزارش شده‌است.

## لذت
عمل آلت‌به‌آلت‌مالی از آنجا که هر دو مرد عصب‌های لگام و همچنین سر آلت یکدیگر را به‌طور هم‌زمان تحریک می‌کنند، می‌تواند لذت‌بخش باشد.

## امنیت
در این عمل همان‌طور که گفته شد به‌سبب غیر دخولی بودن، احتمال بیماری‌های آمیزشی که از راه تماس مستقیم غشاء مخاطی و مذی یا منی دو فرد با یکدیگر منتقل می‌شوند بسیار کم است. اچ‌آی‌وی از این دست است و از راه آلت‌به‌آلت‌مالی منتقل نمی‌شود (به‌شرطی‌که ناحیهٔ آلت زخم نباشد). بااین‌حال، برخی بیماری‌ها همچون پاپیلوم (که سبب ایجاد زگیل تناسلی می‌شود) و شپش عانه از این طریق قابل انتقال هستند.

## رواج
بر پایهٔ تحقیقی در سال ۲۰۱۱ که توسط مجلهٔ پزشکی جنسی انجام شد، مشخص شد که از میان ۱٬۳۰۰ روش آمیزش جنسی، ۱۶٪ شامل بغل کردن عاشقانهٔ شریک جنسی، بوسیدن لب‌های شریک جنسی، خودارضایی تنهایی، خودارضایی برای شریک جنسی، خودارضایی با شریک جنسی و مالش آلات تناسلی به یکدیگر بوده است.

## برای مطالعهٔ بیشتر
- Olivia Judson. , Dr. Tatiana's Sex Advice to All Creation (2002)